# Tour de Lombardie 1975
La 69e édition du Tour de Lombardie s'est déroulée le 11 octobre 1975. La course a été remportée par le coureur italien Francesco Moser qui signe une première victoire dans cette classique. Le parcours s'est déroulé entre Milan et Côme sur une distance de 266 kilomètres.

## Présentation

### Favoris
Les Belges Eddy Merckx et Roger De Vlaeminck, le vainqueur de l'édition 1974, font figure de grands favoris au même titre que l'Italien Francesco Moser.

## Déroulement de la course
La course se termine par un match Italie-Belgique à distance. Un trio italien composé de Francesco Moser, Enrico Paolini et Alfredo Chinetti rallie Côme avec plus d'une minute d'avance sur un trio reprenant les meilleurs Belges (Roger De Vlaeminck, Freddy Maertens et Eddy Merckx) accompagné de Gianbattista Baronchelli, équipier de Paolini. Moser s'impose. Sur les 106 coureurs partants, seulement 18 terminent la course.

## Classement final
| Pos. | Coureur                  | Équipe      | Temps           |
| ---- | ------------------------ | ----------- | --------------- |
| 1    | Francesco Moser          | Filotex     | 7 h 24 min 00 s |
| 2    | Enrico Paolini           | Scic        | m.t.            |
| 3    | Alfredo Chinetti         | Furzi-Vibor | m.t.            |
| 4    | Roger De Vlaeminck       | Brooklyn    | à 1 min 17 s    |
| 5    | Freddy Maertens          | Carpenter   | m.t.            |
| 6    | Eddy Merckx              | Molteni     | m.t.            |
| 7    | Gianbattista Baronchelli | Scic        | m.t.            |
| 8    | Wladimiro Panizza        | Brooklyn    | à 5 min 55 s    |
| 9    | Antoon Houbrechts        | Bianchi     | à 8 min 55 s    |
| 10   | Jos Jacobs               | Ijsboerke   | à 9 min 34 s    |